# Покровская церковь (Боровск)
Храм в честь Покрова́ Пресвято́й Богоро́дицы — православный храм в городе Боровске, подворье Свято-Пафнутьева Боровского монастыря.

## История
В селе Высоково Боровского уезда Калужской губернии до первой половины XVIII века существовал мужской монастырь, называвшийся Высоко-Покровский Боровский монастырь. Монастырь находился на правом высоком берегу реки Протвы в 1 км от Боровска. Основан он был в 1410 году боровским князем Симеоном Владимировичем и учеником преподобного Сергия Радонежского преподобным Никифором.
В 1414 году в монастыре принял монашеский постриг преподобный Пафнутий, а в 1434 году он стал его игуменом.
23 апреля 1444 года преподобный покинул этот монастырь и поселился рядом на левом берегу реки Протвы при впадении в неё речки Истерьмы, где основал новый монастырь в честь Рождества Пресвятой Богородицы (в настоящее время Свято-Пафнутьев Боровский монастырь).
В 1618 году Высоко-Покровский Боровский монастырь был приписан к Пафнутиеву-Боровскому монастырю, а в 1764 году упразднён.
До времени самозванцев в Высоком монастыре было два храма: каменный — в честь Покрова Пресвятой Богородицы и деревянный в честь Входа Господня в Иерусалим с трапезною для монастырской братии.
В настоящее время на месте монастыря стоит небольшой деревянный храм во имя Покрова Пресвятой Богородицы. Время построения храма неизвестно. В описях же Пафнутиева монастыря, к которому храм был приписан, он упоминается в 1701 и 1763 годах как один из древних храмов, основанных преимущественно к концу XVI — к началу XVII века. Эта храм был срублен из сосны и выстроен на фундаменте из крупных булыжных камней.
Снаружи обшивка стен менялась несколько раз, а тёсовая кровля впоследствии была заменена железной. Небольшие квадратные окна закрывались изнутри деревянными щитами, за исключением верхних, над которыми были устроены навесы. По рассказам местных жителей, в недавнее время уничтожена галерея и опущен пол на две ступени. С обеих сторон от западного входа, под колокольней, находятся небольшие клети. Эти узкие срубы без дверей сделаны специально для того, чтобы служить прочным основанием для шестигранной колокольни, на что указывает рубка нижних венцов шестигранника, намеченная на плане. Лестница на колокольню устроена в трапезной. По описи 1701 года были и крыльца с трёх сторон.
В 1868 году возле алтаря, где, по преданию, покоятся родители преподобного Пафнутия, была построена часовня.
В 1932 году храм был изъят советской властью у верующих и закрыт. Возвращён в 1994 году. В 1999 году храму присвоен статус подворья Свято-Пафнутьева Боровского монастыря.
В 2008—2009 годах происходила реставрация храма, в результате которой были заменены пришедшие в негодность брёвна, были пристроены существовавшие некогда галереи-гульбища и подклет храма. После завершения реставрационных работ храм был 18 октября 2010 года освящён митрополитом Климентом.

## Святыни
- старинная икона Божией Матери «Тихвинская»
- икона святителя Спиридона Тримифунтского
- тапочек с мощей святителя  Спиридонова Тримифунского
- икона с частицей мощей св. праведной Анны — матери Пресвятой Богородицы
- мощи праведного Лазаря Четверодневного[1]

## Духовенство
- Настоятель храма — епископ Тарусский Иосиф (Королев)[2]

## Примечание
1. ↑  Святыни храма — ХРАМ ПОКРОВА ПРЕСВЯТОЙ БОГОРОДИЦЫ. pokrov-borovsk.ru. Дата обращения: 28 июня 2021. Архивировано 28 июня 2021 года.
2. ↑  Храм Покрова Пресвятой Богородицы в г. Боровск. 1-е Боровское Благочиние (20 января 2015). Дата обращения: 28 июня 2021. Архивировано 28 июня 2021 года.